# Charaxes major
Charaxes major är en fjärilsart som beskrevs av Charles Oberthür 1922. Charaxes major ingår i släktet Charaxes och familjen praktfjärilar. Inga underarter finns listade i Catalogue of Life.